# Matthias Diem
Matthias Diem (* 1956) ist ein deutscher Schauspieler, Regisseur und Unternehmenscoach.

## Leben
Diem studierte von 1979 bis 1982 an der Staatlichen Hochschule für Musik und Darstellende Kunst in Stuttgart Schauspiel, Pantomime und Regie. Er war als Schauspieler und Regieassistent am Staatstheater Stuttgart, an der Württembergischen Landesbühne Esslingen und am Schiller-Theater Berlin engagiert. In seiner zwanzigjährigen Bühnenzugehörigkeit inszenierte er über 30 Werke, spielte kleine Rollen im Fernsehen und war sieben Jahre Theaterleiter der Spandauer Sommerfestspiele. Während seiner Intendanz der Sommerfestspiele wurde er auch im Coachingbereich engagiert. Im Zentrum seiner Schauspieltrainings stehen authentisches Auftreten von Führungskräften. 

## Theater & Trainings
- Wilhelm Tell; Friedrich Schiller – Regie
- Ich, Rudolf Heß; Autor und Regie
- Lysistrate; Aristophanes – Regie
- Apocalypse Now – lebt; Autor und Regie
- Johnny Cash aus Schwäbisch Hall; Autor und Regie
- Ein Sommernachtstraum; Shakespeare – Regie
- Die Vögel; Aristophanes – Regie
- Die Drei Musketiere; Alexander Dumas – Regie
- Susushi; Autor und Regie
- Woyzeck; Georg Büchner – Regie